# Südostasienspiele 2009/Billard
Bei den Südostasienspielen 2009 in der laotischen Hauptstadt Vientiane fanden im Don Chan Palace 10 Wettbewerbe im Billard statt.

## Medaillengewinner

### Herren
| Disziplin                | Gold                                         | Silber                        | Bronze                              |
| ------------------------ | -------------------------------------------- | ----------------------------- | ----------------------------------- |
| 8-Ball Einzel            | Ronato Alcano                                | Gandy Valle                   | Ricky Yang                          |
| 9-Ball Einzel            | Nguyen Phuc Long                             | Ricky Yang                    | Dennis Orcollo                      |
| 9-Ball Doppel            | Do Hoang Quan Lương Chí Dũng                 | Muhammad Zulfikiri Ricky Yang | Chan Keng Kwang Toh Lian Han        |
| Snooker Einzel           | Supoj Saenla                                 | Thor Chuan Leong              | Noppadon Noppachorn                 |
| Snooker Doppel           | Ang Boon Chin Lim Chun Kiat                  | Thor Chuan Leong Chee Wei Lai | Issara Kachaiwong Phaithoon Phonbun |
| Einband Einzel           | Dang Dinh Tien                               | Cao Thành Trúc                | Tan Kiong An                        |
| English Billiards Einzel | Peter Gilchrist                              | Kyaw Oo                       | Thawat Surajitthurakarn             |
| English Billiards Doppel | Praput Chaithansakun Thawat Surajitthurakarn | Kyaw Oo Aung Htay             | Peter Gilchrist Lim Chun Kiat       |

### Damen
| Disziplin     | Gold         | Silber           | Bronze      |
| ------------- | ------------ | ---------------- | ----------- |
| 8-Ball Einzel | Rubilen Amit | Angeline Ticoalu | Eshter Kwan |
| 9-Ball Einzel | Rubilen Amit | Charlene Chai    | Iris Ranola |

## Medaillenspiegel
| Platz  | Land        | Gold | Silber | Bronze | Gesamt |
| ------ | ----------- | ---- | ------ | ------ | ------ |
| 1      | Philippinen | 3    | 1      | 2      | 6      |
| 2      | Vietnam     | 3    | 1      | 0      | 4      |
| 3      | Singapur    | 2    | 1      | 2      | 5      |
| 4      | Thailand    | 2    | 0      | 3      | 5      |
| 5      | Indonesien  | 0    | 3      | 2      | 5      |
| 6      | Malaysia    | 0    | 2      | 1      | 3      |
| 7      | Myanmar     | 0    | 2      | 0      | 2      |
| Gesamt | Gesamt      | 10   | 10     | 10     | 30     |